# 451년

## 연호
- 유송(劉宋) 원가(元嘉) 28년
- 북위(北魏) 태평진군(太平眞君) 12년 / 정평(正平) 원년

## 기년
- 유송(劉宋) 문제(文帝) 28년
- 북위(北魏) 태무제(太武帝) 28년
- 신라(新羅) 눌지 마립간(訥祗麻立干) 35년
- 고구려(高句麗) 장수왕(長壽王) 39년
- 백제(百濟) 비유왕(毗有王) 25년

## 사건
- 6월 20일 - 카탈로니아 평원의 전투.
- 10월 - 칼케돈 공의회. 동방 정교회 분열의 시작.

## 사망
- 음력 2월 3일 - 가락국의 제7대 국왕 취희왕.
- 서고트 왕 테오도리크 1세.